# Теорема Лагранжа (теория групп)
Теорема Лагра́нжа в теории групп гласит, что порядок конечной группы {\displaystyle G} равен порядку любой подгруппы {\displaystyle H\subseteq G}, умноженному на её индекс, то есть что верно равенство {\displaystyle |G|=|H|\cdot [G:H]}.

## Доказательство
Далее будем считать классы смежности левыми.
Разбиение на смежные классы есть отношение эквивалентности. Действительно, если {\displaystyle gH\cap g'H\neq \emptyset } для {\displaystyle g\neq g'\in G}, то существуют {\displaystyle h,h'\in H}, что {\displaystyle gh=g'h'}. Так как мы в группе, то можем домножить на обратный к {\displaystyle h}, получив {\displaystyle g=g'h'h^{-1}}, откуда {\displaystyle gH=(g'h'h^{-1})H\subset g'H}. Повторив процедуру в другую сторону, получим, что {\displaystyle g'H\subset gH}. То есть {\displaystyle gH=g'H}.
При этом {\displaystyle |gH|=|H|}, то есть в каждом классе смежности равное количество элементов, а группа {\displaystyle G} распадается на {\displaystyle [G:H]} таких.

## Следствия
1. Количество правых и левых смежных классов любой подгруппы {\displaystyle H} в {\displaystyle G} одинаково и называется индексом подгруппы {\displaystyle H} в {\displaystyle G} (обозначается {\displaystyle [G:H]}).
2. Порядок любой подгруппы конечной группы {\displaystyle G} делит порядок {\displaystyle G}.
3. Из того, что порядок элемента группы равен порядку циклической подгруппы, образованной этим элементом, следует, что порядок любого элемента конечной группы {\displaystyle G} делит порядок {\displaystyle G}. Это следствие обобщает теорему Эйлера и малую теорему Ферма в теории чисел.
4. Группа порядка {\displaystyle p}, где {\displaystyle p} — простое число, циклична. (Поскольку порядок элемента, отличного от единицы, не может быть равен 1, все элементы, кроме единицы, имеют порядок {\displaystyle p}, и значит, каждый из них порождает группу.)

## История
Важный частный случай этой теоремы был доказан Лагранжем в 1771 году в связи с исследованиями разрешимости алгебраических уравнений в радикалах. Это было задолго до определения группы, Лагранж исследовал группу подстановок. Современная формулировка включает первоначальную формулировку теоремы Лагранжа как пример.